# Kenosha
Kenosha település az Amerikai Egyesült Államok Wisconsin államában, Kenosha megyében, melynek megyeszékhelye is. Lakosainak száma 99 986 fő (2020. április 1.).
A település neve Kyle Rittenhouse önvédelmi ügye kapcsán vált ismertté a magyar médiában.

## Népesség
A település népességének változása:

| 2010 | 99 218 |
| 2020 | 99 986 |